# 기초의회의원선거의 정당표방금지 사건
기초의회의원선거의 정당표방금지 사건은 선거제도에 대한 대한민국 중요 헌법재판소 판례이다.

## 사실관계
청구인은 시의회의원으로 입후보한 자로, 자신의 선거사무실 외벽에 정당의 표장, 현수막 등을 설치하는 등, 공선법 제84조를 위반하여 정당으로부터의 지지 또는 추천받음을 표방하였다는 혐의로 기소되었다. 1심과 2심의 판결이 엇갈린 상황에서 대법원의 파기환송이 있자 대전고등법원은 이 규정이 표현의 자유를 침해하고 평등원칙에 위배된다고 하여 직권을 이 사건 위헌여부심판을 제청하였다.

## 결론
위헌, 각하 (종래 합헌결정 99헌바28을 변경하여 위헌으로 판시하였다)

## 이유
기초선거에서 정당표방금지는 정치적 표현의 자유를 제한하고 있을 뿐만 아니라 정당원경력은 인정하면서 정당추천제를 금지하는 것은 명확성의 원칙에도 어긋난다. 특히 정치적 표현의 자유는 민주주의 실현의 본질을 이루는 기본권이므로 이의 제한에는 다소 엄격한 기준이 적용되어야 한다. 또한 4대 지방선거 중 유독 기초의회의원선거의 경우에만 그 후보자에 대하여 정당표방을 금지하고 있는바, 다르게 취급할 만한 본질적인 차이가 있다고 하기 어렵다.

## 참고 문헌
- p 54-55, 성낙인, 만화판례헌법, 법률저널, 2012.
- 정회철, 최근 5년 중요 헌법재판소 판례 200, 여산, 2012.
- 헌법재판소 판례 2003.1.30. 2001헌가4

## 같이 보기
- 정당법